# Dorothy West (actriz)
Dorothy West (29 de agosto de 1891 – 11 de diciembre de 1980) fue una actriz estadounidense de teatro, cine y radio.

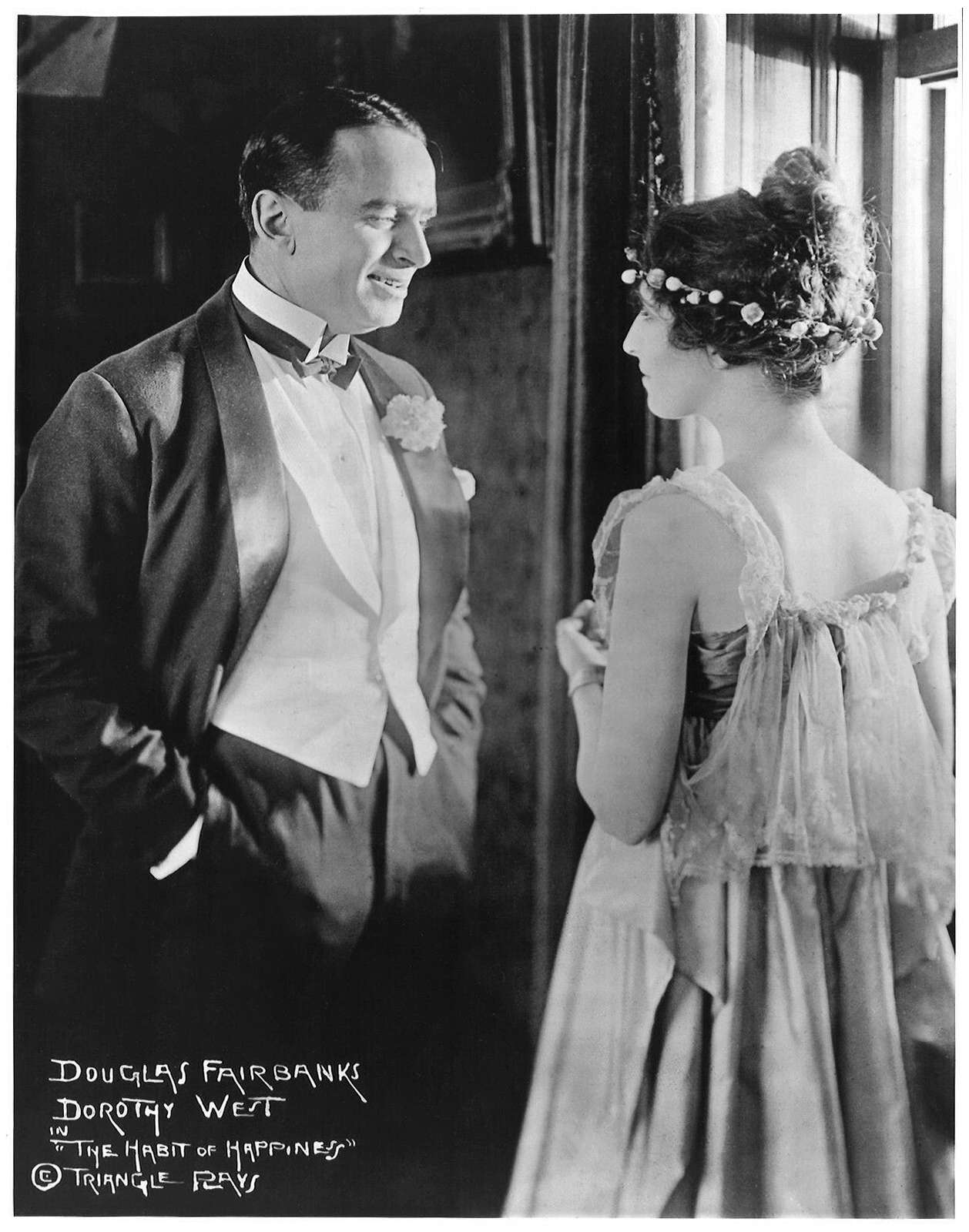
Douglas Fairbanks con West en The Habit of Happiness (1916)

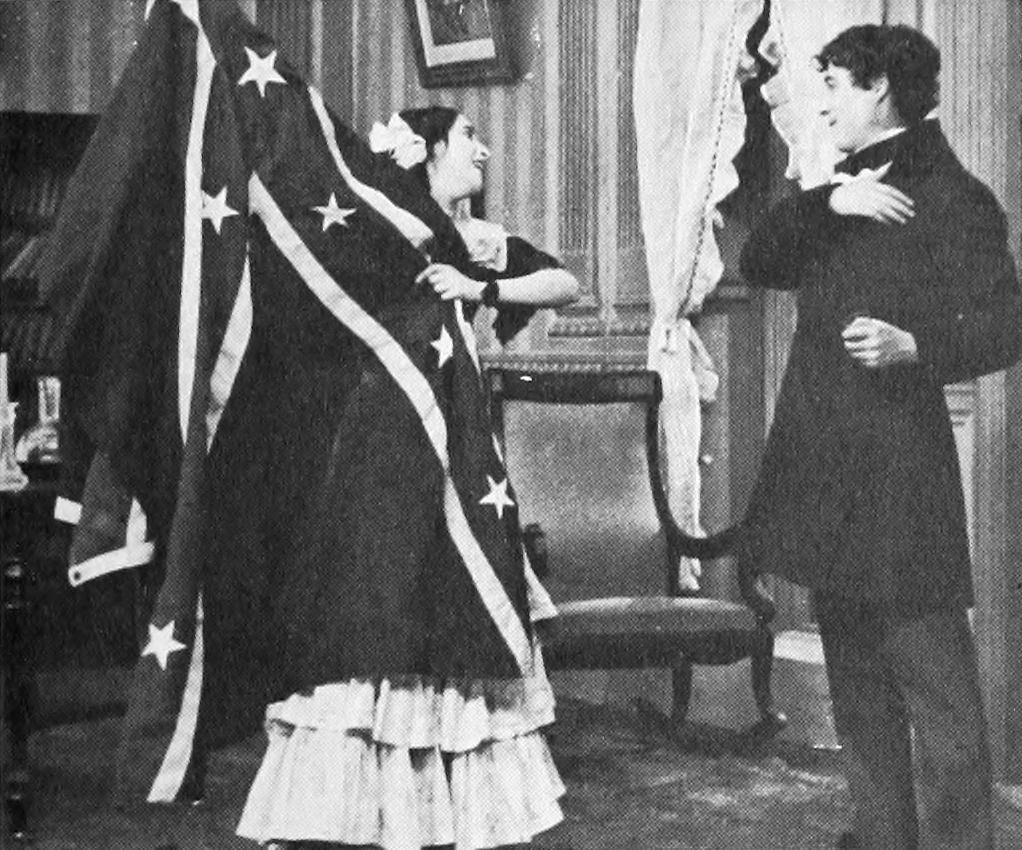
Foto fija del drama de 1910 de la Guerra Civil dirigido por D. W. Griffith

## Primeros años
Fue criada en Huntsville, Alabama.

## Carrera
West fue una estrella del cine mudo de Biograph en Nueva York. Más tarde se trasladó a Hollywood con un grupo de estrellas de D.W. Griffith que incluían a Mary Pickford, Marion Leonard, Florence Barker, y Mack Sennett en 1909. West, Pickford, el hermano de Pickford Jack, y Effie Johnson se embarcaron juntos.
Se unió a una compañía de teatro en Mount Vernon, Illinois; después se unió a los Pitt Stock Players en Pittsburgh, Pensilvania; y también actuó en teatro en Halifax, Nueva Escocia.
West regresó al cine varios años después. West recibió críticas positivas por su trabajo con Griffith en His Mother's Scarf (1911) Swords and Hearts (1911) y The Eternal Grind (1916).
Después de la Primera Guerra Mundial, West volvió a dejar el cine para participar en producciones teatrales en Europa con el American Army of Occupation,, incluyendo en Alemania.
También trabajó en Broadway y con una compañía de teatro llamada The Triangle Players. Actuó en la obra corta Sintram of Skaggerack de Sada Cowan en 1923.
Hizo su debut en la radio en 1928.

## Filmografía
| - The Girl and the Outlaw (1908) - The Guerrilla (1908) - An Awful Moment (1908) - One Touch of Nature (1909) - Love Finds a Way (1909) - Those Boys! (1909) - The Girls and Daddy (1909) - The Brahma Diamond (1909) - His Wife's Mother (1909) - The Roue's Heart (1909) - I Did It (1909) | - The Deception (1909) - A Burglar's Mistake (1909) - The Day After (1909) - The Unchanging Sea (1910) - In the Border States (1910) - The House with Closed Shutters (1910) - His Mother's Scarf (1911) - Swords and Hearts (1911) - The Habit of Happiness (1916) - The Eternal Grind (1916) |